# 澳大利亞高度基準
澳大利亞高度基準是在澳大利亞使用的垂直基準面。根據澳大利亞地球科學局的說法：「以30個分佈於澳大利亞洲海岸的潮汐量規，於1966年至1968年間所測量出的平均海平面，在1971年被設定為0.000米澳大利亞高度基準。」。